# Erzbistum São Paulo
Das Erzbistum São Paulo (lateinisch Archidioecesis Sancti Pauli in Brasilia, portugiesisch Arquidiocese de São Paulo) ist eine römisch-katholische Diözese mit Sitz im brasilianischen São Paulo im Bundesstaat São Paulo.

## Geschichte
Das Bistum São Paulo wurde durch Papst Benedikt XIV. mit dem lateinischen Namen Sancti Pauli in Brasilia am 6. Dezember 1745 aus dem Metropolitanbistum São Sebastião do Rio de Janeiro heraus gegründet. Erster Bischof war Bernardo Rodrigues Nogueira. Am 7. Juni 1908 wurde das Bistum durch Papst Pius X. zum Erzbistum erhoben, womit Leopoldo Duarte e Silva erster Erzbischof wurde.
Zwischen 1892 und 1989 wurden zahlreiche Suffraganbistümer gegründet.

## Ordinarien

### Bischöfe

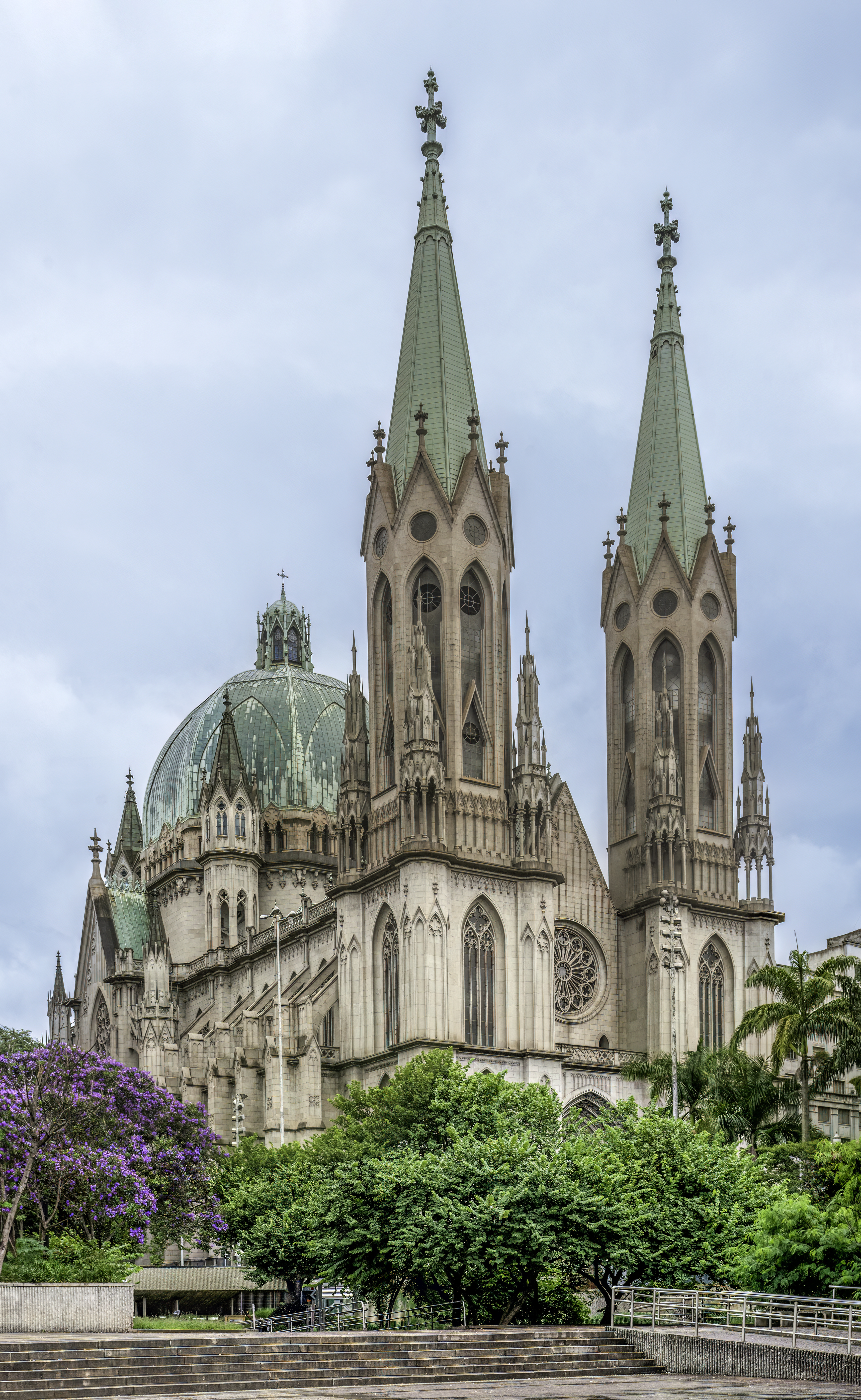
Kathedrale von São Paulo

- Bernardo Rodrigues Nogueira (1745–1748)
- Antônio da Madre de Deus Galvão OFM (1750–1764)
- Manoel da Ressurreição OFM (1771–1789)
- Miguel da Madre de Deus da Cruz OFM (1791–1795)
- Mateus de Abreu Pereira (1795–1824)
- Manoel Joaquim Gonçalves de Andrade (1827–1847)
- Antônio Joaquim de Mello (1851–1861)
- Sebastião Pinto do Rêgo (1861–1868)
- Lino Deodato Rodrigues de Carvalho (1871–1894)
- Joaquim Arcoverde de Albuquerque Cavalcanti (1894–1897), später Erzbischof von São Sebastião do Rio de Janeiro und Kardinal
- Antônio Cândido Alvarenga (1898–1903)
- José de Camargo Barros (1903–1906)
- Leopoldo Duarte e Silva (1906–1908)

### Erzbischöfe
- Leopoldo Duarte e Silva (1908–1938)
- José Gaspar d’Afonseca e Silva (1939–1943)
- Carlos Carmelo Kardinal de Vasconcelos Motta (1944–1964), später Erzbischof von Aparecida
- Agnelo Kardinal Rossi (1964–1970), später Präfekt der Kongregation für die Evangelisierung der Völker
- Paulo Evaristo Kardinal Arns OFM (1970–1998)
- Cláudio Kardinal Hummes OFM (1998–2006), später Präfekt der Kongregation für den Klerus
- Odilo Pedro Kardinal Scherer, seit 2007

## Entwicklung der Mitgliederzahl
Der Anteil der Katholiken an der Gesamtbevölkerung des Erzbistums sank von 93 % im Jahr 1966 auf 65 % im Jahr 2017.